# Samarkand
Samarkand (în uzbecă Samarqand/Самарқанд, în rusă Самарканд, în persană سمرقند) este un oraș in Uzbekistan, capitala regiunii Samarkand. El avea în 1999 o populație de 362.300 de locuitori.

## Așezare
Orașul este situat la poalele munților Alai (o ramură a munților Tian-Șan), pe un podiș, la o altitudinde de 720 m. În sud-est, la 400 km depărtare, se găsesc munții Pamir.

## Populația
Limba vorbită de majoritatea locuitorilor este tadjica, o variantă a limbii persane din Asia centrală.

## Istorie
Samarkand a fost cunoscut de vechii greci sub denumirea de "Marakanda" cu 1400 de ani i.e.n., renumit fiind pentru câmpia roditoare "Zarashon" numită de greci "Polytimetos". A fost întemeiat de perși, având o pondere economică importantă în provincia Ahemenid. Înflorirea economică a orașului se datorează așezării geografice favorabilă comerțului (situat la nord de drumul comercial "Drumul Mătăsii"). În anul 329 î.Hr cetatea este cucerită de Alexandru cel Mare.
Sub stăpânirea musulmană dezvoltarea orașului este rapidă, mai ales sub domnia persană a dinastiei Samanizilor.
Mongolii sub conducerea lui Ginghis Han distrug orasul în anul 1220. Sub domnia hanului mongol Timur Lenk, Samarkand devine capitala imperiului acestuia. În anul 1868, sub administrație rusească, orașul va fi integrat în Turkistan. În 1925 orașul devine capitala Uzbekistanului, capitala fiind mutată mai târziu (1930) la Tașkent.

## Personalități
- Islam Karimov (1938 - 2016), președintele Uzbekistanului (1991 - 2016);
- Refat Ciubarov (n. 1957), om politic;
- Tamila Taşeva (n. 1985), politician, activistă ucraineană, de origine tătară crimeeană.

## Patrimoniul Cultural Mondial UNESCO[2]
În anul 2001, partea veche a orașului (Registan), datată secolele XIV-XV este înscrisă în Patrimoniul Cultural Mondial UNESCO. Printre monumentele incluse se numără:
- Medresele Registanului
- Moscheea Bibi-Khanum
- Complexul Șahi-Zinda
- Ansamblul Gur-Emir
- Observatorul lui Ulug Beg